# Herman Munthe-Kaas

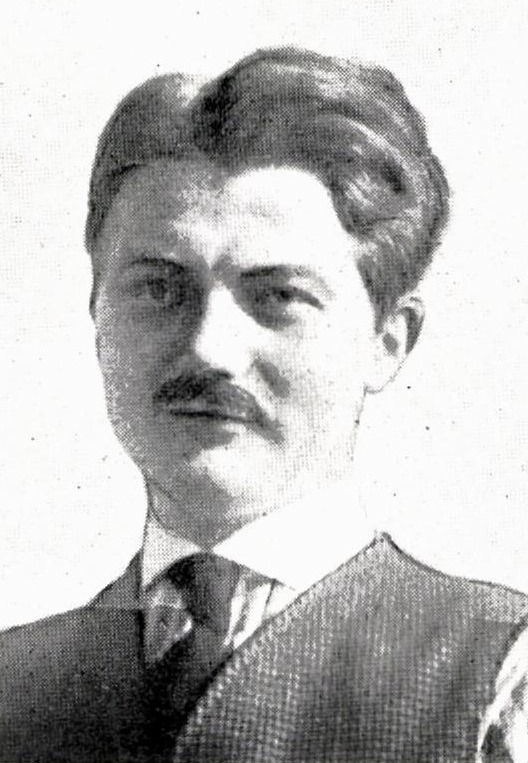
Herman Munthe-Kaas.

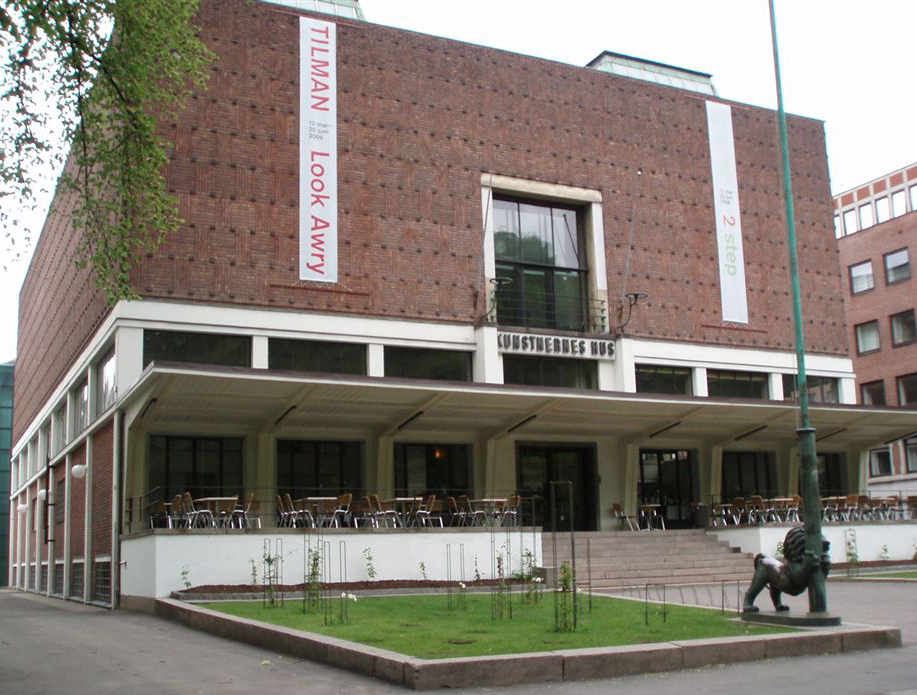
Kunstnerenes Hus i Oslo

Herman Munthe-Kaas, född 25 maj 1890 i Kristiania (nuvarande Oslo), död där den 5 mars 1977, var en norsk arkitekt. 
Munthe-Kaas genomgick Christiania Tekniske Skole i Oslo, Statens håndverks- og kunstindustriskole i Oslo och Kungliga Tekniska högskolan i Stockholm. Han studerade en termin vid Det Kongelige Danske Kunstakademi i Köpenhamn. Från 1922 var han kompanjon med Gudolf Blakstad och tillsammans ritade de bland annat rådhuset i Haugesund (1931) och Kunstnernes Hus i Oslo (1930) i funktionalistisk stil. Han var en av Norges främsta representanter för nämnda stilriktning.